# 白沙罗卫星市
白沙罗卫星市（亦称“白沙罗再也”）是马来西亚雪兰莪州八打灵再也的一个花园住宅区，由SS22和SS22A组成。白沙罗卫星市由百乐园集团（Paramount Garden Sdn Bhd）于1970年代中期开发，当时其是四海栈有限公司的子公司。在这之前，四海栈早在60年代开发百乐花园（Taman Paramount）。最初白沙罗卫星市只包括八打灵再也的SS22部分，SS22A部分主要由平房和半独立式住宅组成，是于2000年前作为第二阶段兴建。百乐园集团也在之后于白沙罗卫星市北面开发百乐镇（Damansara Utama），因此白沙罗卫星市和百乐镇时常被视为同一个地点，该地也临近万达镇、SS2（梳双二区）等街区。白沙罗卫星市内设有白沙罗卫星市国民中学（SMK Damansara Jaya）和马来西亚伍伦贡伯乐大学学院（UOW Malaysia KDU，初期为百乐学院“Kolej Damansara Utama”）